# Sahelvävare
Sahelvävare (Ploceus vitellinus) är en fågel i familjen vävare inom ordningen tättingar.

## Utseende och läte
Sahelvävaren är en rätt liten vävare med knubbig mörk näbb och rött öga. Hane i häckningsdräkt är distinkt tecknad med lysande gul fjäderdräkt, svart ögonmask och varierande kastanjebrun anstrykning på hjässa och bröst. Honor, hanar utanför häckningstid och ungfåglar är mycket mer oansenliga, med streckad rygg och ljus undersida. Dessa dräkter kan vara svår att skilja från andra vävare, annat än genom det rödaktiga ögat, storlek och form. Lätet är vävartypiska "chek", sången fräsande likt radiostörningar. 

## Utbredning och systematik
Sahelvävare delas in i två underarter med följande utbredning:
- Ploceus vitellinus vitellinus - förekommer från Senegal till västra Sudan
- Ploceus vitellinus uluensis - förekommer i  Etiopien, Kenya och norra Tanzania

## Levnadssätt
Arten hittas i olika savannmiljöer, ofta i flock.

## Status och hot
Arten har ett stort utbredningsområde och en stor population med stabil utveckling och tros inte vara utsatt för något substantiellt hot. Utifrån dessa kriterier kategoriserar internationella naturvårdsunionen IUCN arten som livskraftig (LC). Världspopulationen har inte uppskattats men den beskrivs som vanlig.

## Namn
Sahel är ett halvtorrt område direkt söder om Sahara.